# Umeå IK
Umeå IK – szwedzki klub piłki nożnej kobiet z Umeå, siedmiokrotny mistrz Szwecji (w sezonach 2000, 2001, 2002, 2005, 2006, 2007, 2008) i trzykrotny zdobywca pucharu Szwecji (2001, 2002, 2003). Największe sukcesy klubu na arenie międzynarodowej to dwukrotne zdobycie UEFA Women's Cup (odpowiednik męskiej Ligi Mistrzów) w sezonach 2002/2003 i 2003/2004.